# Anatolij Łunaczarski
Anatolij Wasiljewicz Łunaczarski (ros. Анатолий Васильевич Луначарский, ur. 11 listopada?/23 listopada 1875 w Połtawie, zm. 26 grudnia 1933 w Mentonie) – rosyjski rewolucjonista, radziecki filozof, teoretyk kultury i publicysta.

## Życiorys
Urodził się w rodzinie inteligenckiej jako syn rosyjskiego radcy Aleksandra Iwanowicza Antonowa, jednak nazwisko i otczestwo otrzymał po ojczymie, Wasiliju Łunaczarskim; dzieciństwo spędził wśród książek. W latach 1885–1892 pobierał nauki w szkole średniej w Kijowie; w tym okresie miały też miejsce początki jego działalności politycznej. W 1892 r. Łunaczarski wyjechał do Zurychu na studia filozoficzne, odbył także podróże do Włoch i Francji. Od 1907 związany był z grupą literacko-edukacyjną Capri, założoną przez Maksyma Gorkiego.
W latach 1917–1929 był ludowym komisarzem oświaty w rządzie bolszewickim i rzecznikiem oraz propagatorem organizowania państwowej opieki nad dziećmi i młodzieżą, zastąpienia rodziny przez organizacje społeczne. Łunaczarski był autorem licznych prac z zakresu pedagogiki i, obok Nadieżdy Krupskiej, uważany jest za twórcę radzieckiego systemu oświaty i wychowania.
W 1930 roku został członkiem Akademii Nauk ZSRR. W 1933 r. został mianowany ministrem pełnomocnym ZSRR w Hiszpanii; zmarł w drodze na tę placówkę.
Lew Trocki powiedział o Łunaczarskim, że jest bolszewikiem wśród intelektualistów i inteligentem wśród bolszewików.

## Wydania dzieł Łunaczarskiego
- A. W. Łunaczarskij, Sobranije soczinienij. Litieraturowiedienije. Kritika. Estietika, Moskwa 1963–1967 (8 tomów);
- A. W. Łunaczarskij, Izbrannyje statji po estietikie, pod red. F. Jermakowej, Moskwa 1975;
- A. W. Łunaczarskij, O wospitanii i obrazowanii, pod. red. A. M. Arsieniejewa, N. K. Gonczarowa, I. A. Kairowa, M. A. Prokofjewa, W. A. Razumnogo, Moskwa 1976.

## Prace Łunaczarskiego w języku polskim
- A. W. Łunaczarski, O oświacie ludowej. Wybór pism, przekład Wiktora Woroszylskiego. Zasady szkoły pracy w tłumaczeniu anonimowym według wyd. Szkoła pracy, Warszawa 1921. Wyboru dokonał i wstępem opatrzył Michał Szulkin, Warszawa 1961;
- A. Łunaczarski, Szkice literackie, przełożył Wiktor Woroszylski, wstępem poprzedził Jerzy Lenarczyk, Warszawa 1962;
- A. W. Łunaczarski, Pisma wybrane, wyboru dokonał M. Orlański, przedmową i przypisami opatrzył Leszek Turek, t. 1-3, Warszawa 1963–1964, 1969;
- A. Łunaczarski, Moje wspomnienia o Leninie, przekład Szymona Marycha, wstępem poprzedził Kazimierz Więch, Warszawa 1978.

## Ważniejsze opracowania w języku polskim
- Irena Wojnar, A. W. Łunaczarski jako teoretyk sztuki i wychowania, „Kwartalnik Pedagogiczny” 1968, Rok XIII, nr 2;
- Leszek Turek, Antropologia filozoficzna i estetyka Anatola Łunaczarskiego, w: Leszek Turek, Kultura i rewolucja, Wrocław 1973;
- Irena Wojnar, Łunaczarski, wyd. Wiedza Powszechna, Warszawa 1980.